# Geoffrey Pridham
Geoffrey Francis Michael Pridham (* 29. Januar 1942) ist ein britischer Politikwissenschaftler und Hochschullehrer.

## Leben und Wirken
Geoffrey Pridham studierte Politikwissenschaft an der University of Cambridge und erwarb dort 1968 den Magistergrad. Seine Promotion zum Ph.D. erfolgte ein Jahr später (1969) an der University of London. In seiner Dissertation beschäftigte er sich mit der Entwicklung der NSDAP in Bayern in der Zeit von 1925 bis 1933. Zuvor hatte sich Pridham als Forschungsmitarbeiter am britischen Außenministerium und von 1967 bis 1969 am Institute of Contemporary History aufgehalten. Seit 1969 lehrte er dann an der University of Bristol, zunächst als wissenschaftlicher Assistent bzw. Dozent, ab 1993 als Professor. Im Jahre 2007 trat er in den Ruhestand.
Pridham arbeitete lange Zeit in den Redaktionen der Fachzeitschriften "West European politics" und "South European society and politics".
Neben seinen Forschungen zur Parteienentwicklung nach 1919 bzw. 1945 beschäftigt sich Pridham mit politischen Parteien vor allem in Südeuropa und dem Demokratisierungsprozess in Osteuropa nach dem Systemwechsel 1990.

## Veröffentlichungen (Auswahl)
- Hitler's rise to power. The Nazi movement in Bavaria, 1923–1933. Hart-Davis, MacGibbon, London 1973, ISBN 0-246-10517-8 (= Dissertation University of London).
- (Hrsg., mit Jeremy Noakes): Documents on nazism, 1919–1945. Cape, London 1974, ISBN 0-224-00907-9.
- Christian democracy in Western Germany. The CDU/CSU in government and opposition, 1945-1976. Croom Helm, London 1977, ISBN 0-85664-508-7.
- The nature of the Italien party system. A regional case study. Croom Helm, London 1982, ISBN 0-85664-811-6.
- (mit Pippa Pridham): Transnational party co-operation and European integration. The process towards direct elections. Allen & Unwin, London 1981, ISBN 0-04-329032-9.
- (Hrsg.): Coalitional behaviour in theory and practice. An inductive model for Western Europe. Cambridge University Press, Cambridge 1986, ISBN 0-521-30537-3.
- Political parties and coalitional behaviour in Italy. Routledge, London 1988, ISBN 0-415-00503-5.
- (Hrsg.): Securing democracy. Political parties and democratic consolidation in Southern Europe. Routledge, London 1990, ISBN 0-415-02326-2.
- (Hrsg.): Encouraging democracy. The international context of regime transition in Southern Europe. Leicester University Press, Leicester 1991, ISBN 0-7185-1333-9.
- (Hrsg., mit Tatu Vanhanen): Democratization in Eastern Europe. Domestic and international perspectives. Routledge, London 1994, ISBN 0-415-11064-5.
- (Hrsg.): Building democracy. The international dimension of democratisation in Eastern Europe. Leicester University Press, Leicester 1994, ISBN 0-7185-1459-9.
- (Hrsg.): Transitions to democracy. Comparative perspectives from Southern Europe, Latin America and Eastern Europe. Dartmouth, Aldershot 1995, ISBN 1-85521-424-5.
- (Hrsg.): Stabilising fragile democracies. Comparing new party systems in Southern and Eastern Europe. Routledge, London 1996, ISBN 0-415-11802-6.
- (Hrsg., mit Tom Gallagher): Experimenting with democracy. Regime change in the Balkans. Routledge, London 2000, ISBN 0-415-18726-5.
- The dynamics of democratization. A comparative approach. Continuum, London 2000, ISBN 978-0-8264-5038-8.
- EU enlargement and consolidating democracy in post-communist states. Formality and reality. In: Journal of common market studies, Bd. 40 (2004), S. 953–973.
- European Union enlargement to the Western Balkans. Political conditionality and problems of democratic consolidation. In: Teresa Cierco (Hrsg.): The European Union neighbourhood. Challenges and opportunities. Ashgate, Farnham 2013, S. 9–32, ISBN 978-1-4094-5723-7.
- Post-Soviet Latvia. A consolidated democracy in the third decade of interdependence. In: David J. Smith (Hrsg.): Latvia – a work in progress? 100 years of state- and nation-building. Ibidem-Verlag, Stuttgart 2017, S. 189–204, ISBN 3-8382-0648-7.